# 亞洲電視賀年節目列表
亞洲電視每年春節期間都會製作賀年節目慶祝，當中包括年二十九或年三十晚的倒數節目，還會間中現場轉播年初二晚的煙花匯演。

## 年廿九/年三十

### 直播節目
| 日期          | 頻道   | 時間        | 節目名稱                       | 主持                                                                                         | 附註                |
| 1989年 月 日  | 本港台 |             | 羊城、寶島、香江率先迎新歲     |                                                                                              | 倒數節目            |
| 1989年 月 日  | 本港台 |             | 歲晚不設防                     |                                                                                              |                     |
| 2001年 月 日  | 本港台 |             | 千禧新禧慶團年                 |                                                                                              | 倒數節目            |
| 2008年2月6日  | 本港台 | 22:30-00:30 | 新春金鼠全攻略之鼠年倒數大團圓 | 鄭啟泰、李麗蕊、梁皓楷、秦啟維、蔡國威、何彥樺、郭力行、梁俊軒、杜宇航、戚黛黛、曾敏、黃璦瑤 | 倒數節目            |
| 2009年1月25日 | 本港台 | 19:55-01:00 | 2009年春節聯歡晚會             | 金鈴、鄭啟泰                                                                                 | 轉播央視倒數節目    |
| 2010年2月14日 | 本港台 | 23:50-00:05 | 送牛迎虎賀新春                 | 鄧駿暉                                                                                       | 倒數節目 新聞部製作 |

### 錄播節目
| 日期          | 頻道               | 時間        | 節目名稱                 | 主持           | 附註     |
| 2010年2月14日 | 本港台、亞洲高清台 | 20:30-21:30 | 財神到「虎虎生威接財神」 | 徐乃麟、林韋辰 |          |
| 2015年2月18日 | 本港台、亞洲台     | 20:30-21:00 | 四大紅伶賀羊年           | 李居明、林寄韻 | 粵曲節目 |

### 人氣春晚錄播節目
| 日期          | 頻道           | 時間                    | 節目名稱                     | 主持 | 附註                                   |
| 2011年2月2日  | 本港台         | 20:00-23:30 00:00-01:00 | 人氣春晚·唱紅亞洲            | 陳啟泰、朱慧珊、鮑起靜、林韋辰、黎燕珊、袁文傑、姚佳雯、田欣偉、鄧璐、溫超                                 | 倒數節目 與深圳衛視合作 由昌興集團贊助 |
| 2012年1月22日 | 本港台、亞洲台 | 20:00-23:30 00:00-01:00 | ATV 2012 人氣春晚·唱紅亞洲   | 鮑起靜、黎燕珊、陳啟泰、林韋辰、顏子菲、張啟樂、鄭啟泰、戚黛黛                                             | 倒數節目                               |
| 2013年2月9日  | 本港台、亞洲台 | 20:00-23:30 00:00-00:30 | ATV 2013 人氣春晚 唱紅亞洲   | 陳啟泰、朱慧珊、林韋辰、張家瑩、蔡梓銘、顏子菲、劉錫賢、姜皓文                                             | 倒數節目                               |
| 2014年1月30日 | 本港台、亞洲台 | 19:30-23:20 00:00-00:30 | ATV 2014 人氣春晚 和諧共融   | 朱慧珊、劉錫賢、秦啟維、郭洋子、魏秋樺、陳喜蓮、張煒、煒烈、李浩群、蔡國威、伍偉樂、馮家俊、甄思羽、黃文韜 | 倒數節目                               |
| 2015年2月18日 | 本港台、亞洲台 | 21:00-22:50 23:30-00:15 | ATV 2015 人氣春晚 明天會更好 | 朱慧珊、劉錫賢、金鈴、蔡國威、張家瑩、秦啟維、劉子蔥、伍偉樂                                               | 倒數節目                               |

## 年初一

### 日間直播節目
| 日期          | 頻道   | 時間        | 節目名稱       | 主持                                           | 附註 |
| 2007年2月18日 | 本港台 | 11:30-12:15 | 豬年吉祥賀新春 | 陳啟泰、李香琴、張啟樂、金鈴                   |      |
| 2008年2月7日  | 本港台 | 11:30-12:15 | 鼠年吉祥賀新禧 | 陳啟泰、鮑起靜、袁文傑、吳亭欣                 |      |
| 2009年1月26日 | 本港台 | 11:30-12:15 | 新春金牛行大運 | 陳啟泰、鮑起靜、朱慧珊、萬綺雯、林韋辰、袁文傑 |      |

### 錄播節目
| 日期          | 頻道   | 時間        | 節目名稱                  | 主持 | 附註         |
| 1989年 月 日  | 本港台 |             | 亞視梨園賀新歲            |      |              |
| 1989年 月 日  | 本港台 |             | 富貴群星賀新春            |      |              |
| 2015年2月19日 | 本港台 | 21:00-22:00 | 春天的旋律 - 2015春節晚會 |      | 廣西衛視製作 |

## 年初二

### 香港賀歲煙花匯演
| 日期          | 頻道                | 時間        | 節目名稱                                                       | 主持           | 附註 |
| 1989年2月7日  | 本港台              | 19:30-23:30 | 亞視煙花照萬家巨星獻禮                                         |                |      |
| 1990年1月28日 | 本港台              | 19:55-20:25 | 今夜煙花燦爛                                                   | 陳輝虹、顧紀筠 |      |
| 2008年2月8日  | 本港台、aTV高清頻道 | 19:55-20:30 | 觀瀾湖哥爾夫球會特約： 2008 京港同心春節維港煙花匯演           | 袁文傑、珈潁   |      |
| 2009年1月27日 | 本港台、亞洲高清台  | 19:55-20:35 | 香港廣東各級政協委員聯誼會呈獻： 金牛獻瑞新春煙花大匯演        |                |      |
| 2010年2月15日 | 本港台、亞洲高清台  | 19:55-20:35 | 同珍醬油呈獻： 萬彩煙花耀維港                                  |                |      |
| 2011年2月4日  | 本港台、亞洲高清台  | 19:55-20:30 | 2011年香港賀歲煙花匯演                                         |                |      |
| 2012年1月24日 | 本港台、亞洲台      | 19:55-20:30 | 灣仔中西區工商業聯合會特約： 龍珠獻瑞萬家歡 維港新春煙花大匯演 |                |      |

## 年初三

### 直播節目
| 日期 | 時間 | 節目名稱 | 主持 | 附註 |

### 錄播節目
| 日期 | 時間 | 節目名稱 | 主持 | 附註 |

## 年初四

### 直播節目
| 日期 | 時間 | 節目名稱 | 主持 | 附註 |

## 其他賀年節目
| 日期 | 時間 | 節目名稱 | 主持 | 附註 |

## 賀歲劇
| 年份 | 劇集名稱 | 附註 |
| 2009 | 龍鳳呈祥 |      |